# コンバーテ・デ・スミシオン・カリーベ
コンバーテ・デ・スミシオン・カリーベ（スペイン語　Combate de Sumisión Karive）は、ベネズエラ、コロンビアに伝わる武術。

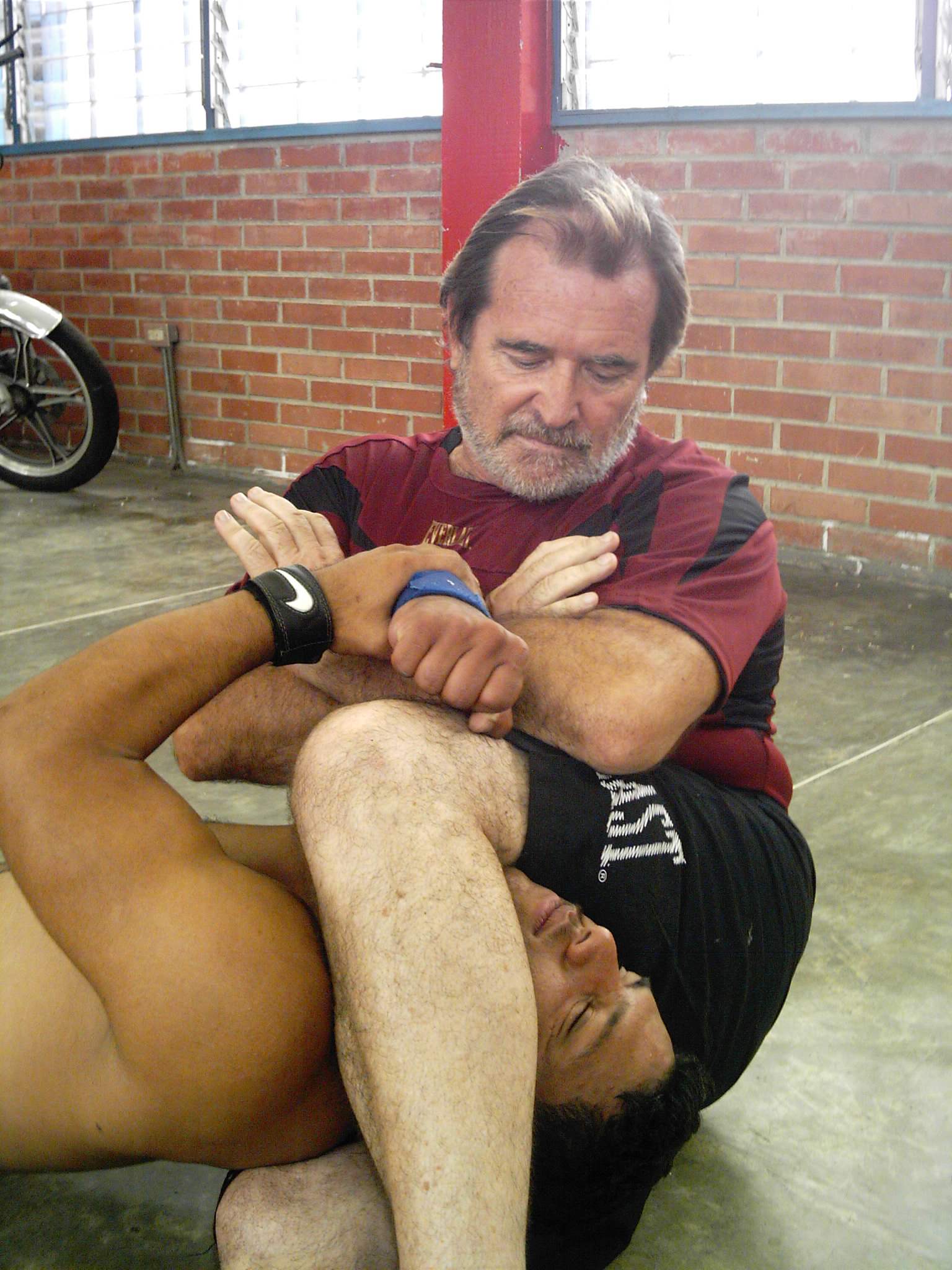
ルチャ・ジェクアーナ

## 概要
- 元々はグアヒーボ族（w:Guahibo）等の民族に伝わる武術。ベネズエラではエンリケ・アロカによって体系化されてカラカスを中心に稽古されている。
- ジャングルでの戦闘を想定した武術で、素手の武術と武器術を併せ持つ総合武術である。稽古では先住民の儀式や精神も学び、実際に森で稽古を行う事も多い。
- 土着の文化を守る取り組みとしてベネズエラ政府から促進されている。治安の良くないカラカスで「何でもあり」の状況に対応する為に武術は意義あるものと考えている。

## 技術

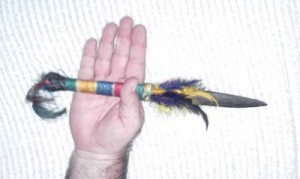
グアイカ・コルタ

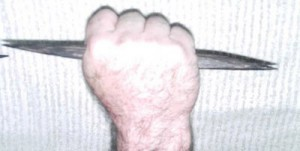
グアイカ・ドブレ

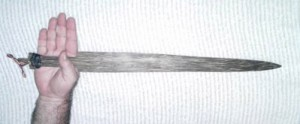
グアイカ・ラルガ

- ルチャ・ジェクアーナ（Lucha yecuana） - ジェクアナ族（w:Ye'kuana）のレスリングのような格闘術。
- グアイカス（Guaykas） - ナイフや釵にあたる武器。
- 槍
- 吹き矢 - ヒキガエルの毒を塗って毒矢にする事も可能。
- 弓矢 - 大きめの弓を使う。同上。
- ボルデューナス（Bordunas） - 剣の一種。
- ガラバート（Garabato） - 棒の一種。
- 警棒
- マカナ（Makana）
- ボレアドーラス（Boleadoras） - ヌンチャクのような武器だという。
- 笠 - 日本の陣笠術や沖縄のティンベーに近い用法
- 拘束術 - 敵を取り押さえ、手足を縛って連行する術。